# Pantokrator (Berg)
Der Pantokrator (griechisch Παντοκράτορας) ist der höchste Berg auf der griechischen Insel Korfu. Er befindet sich im Nordosten der Insel. Seine Höhenangaben schwanken zwischen 906 und 917 m. Der Name bedeutet so viel wie Allesbeherrscher. Die Venezianer nannten den Pantokrator „Monte San Salvatore“.
Vom Gipfel, zu dem eine Asphaltstraße führt, bietet sich bei klarem Wetter eine weite Sicht nach Albanien und zum griechischen Festland. Es befindet sich dort auch ein Kloster aus dem 17. Jahrhundert, das in den Sommermonaten bewohnt ist. Die griechisch-orthodoxe Kirche ist tagsüber frei zugänglich.
Ein markantes Bauwerk auf dem Gipfel ist der Sendeturm, eine frei stehende Stahlfachwerkkonstruktion. Unterhalb des Turmes befindet sich ein Brunnen.

## Geschichte
- Im 5. Jahrhundert war der Berg Schauplatz von heftigen Bürgerkriegen.
- 1374 wurde auf dem Gipfel ein Kloster errichtet, das Anfang des 16. Jahrhunderts während der Türkenbelagerung zerstört und 1689 von den Bewohnern der umliegenden Dörfer wieder aufgebaut wurde.

## Bilder

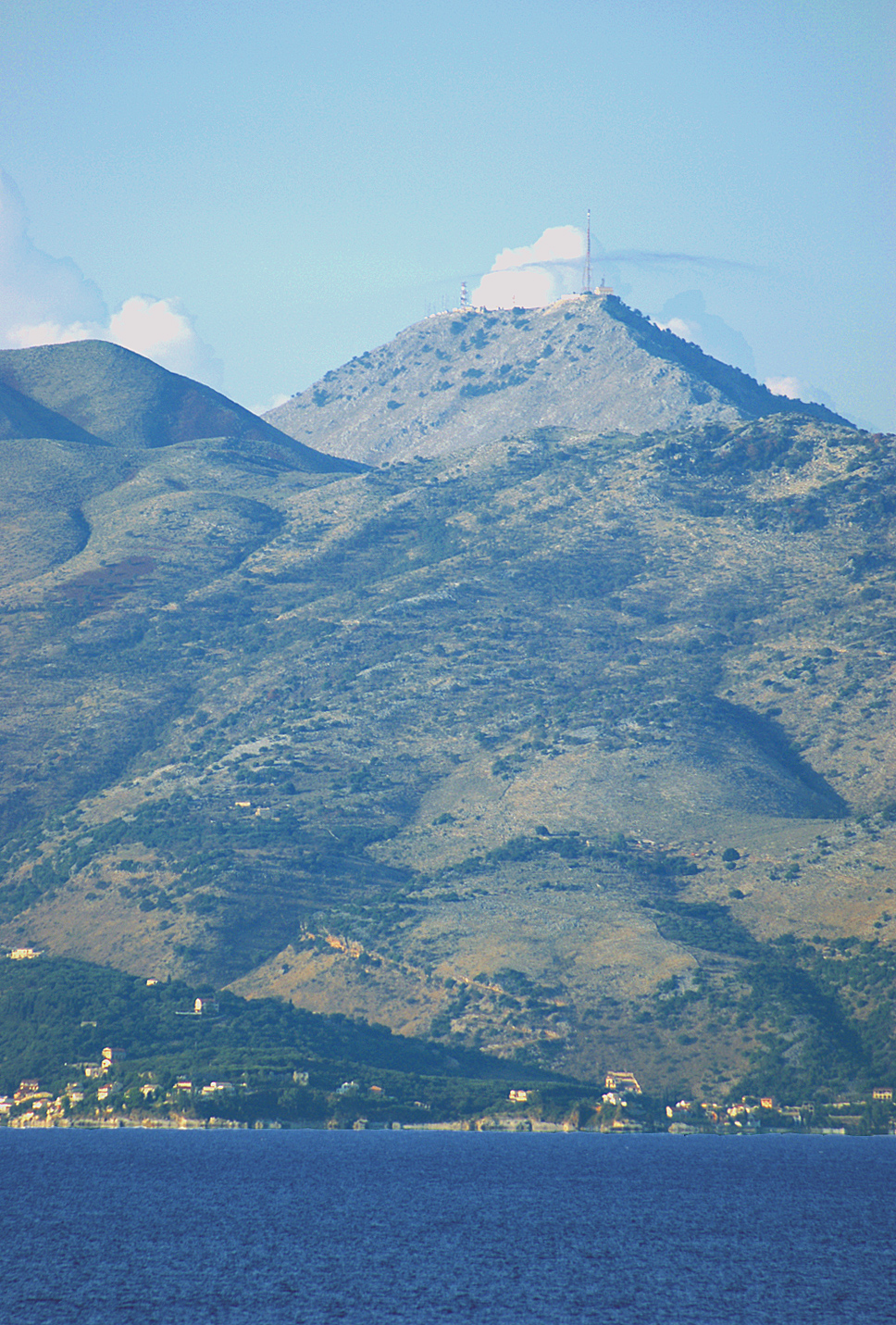
Nordostseite
Schild auf dem Gipfel
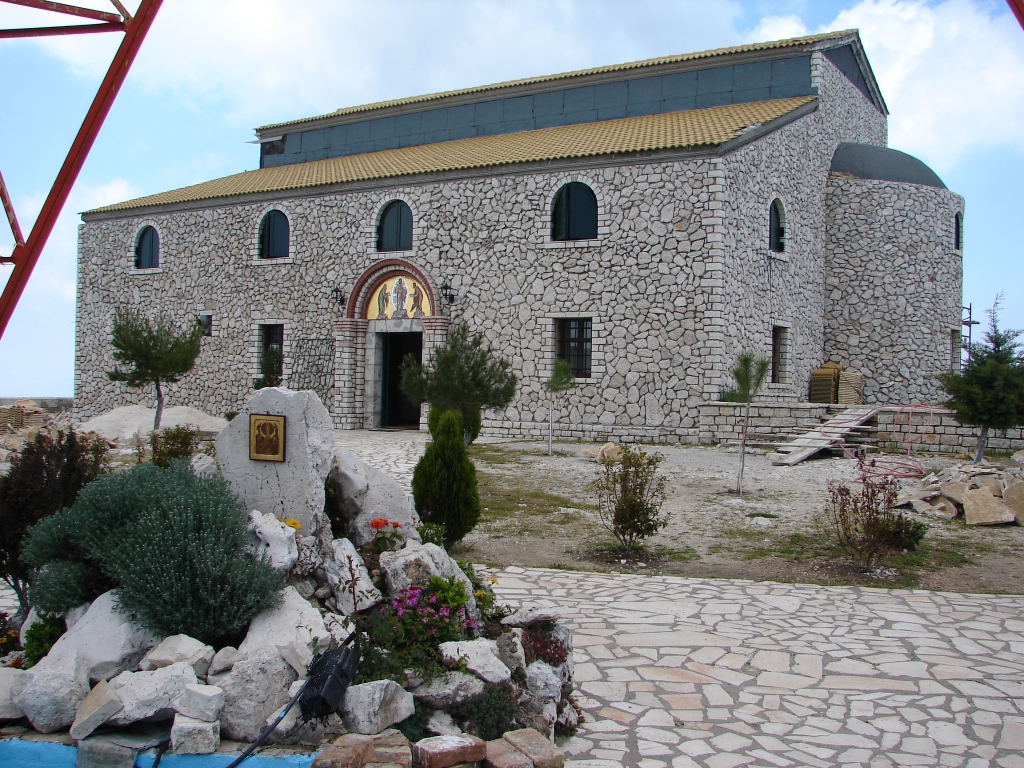
Kirche auf dem Gipfel
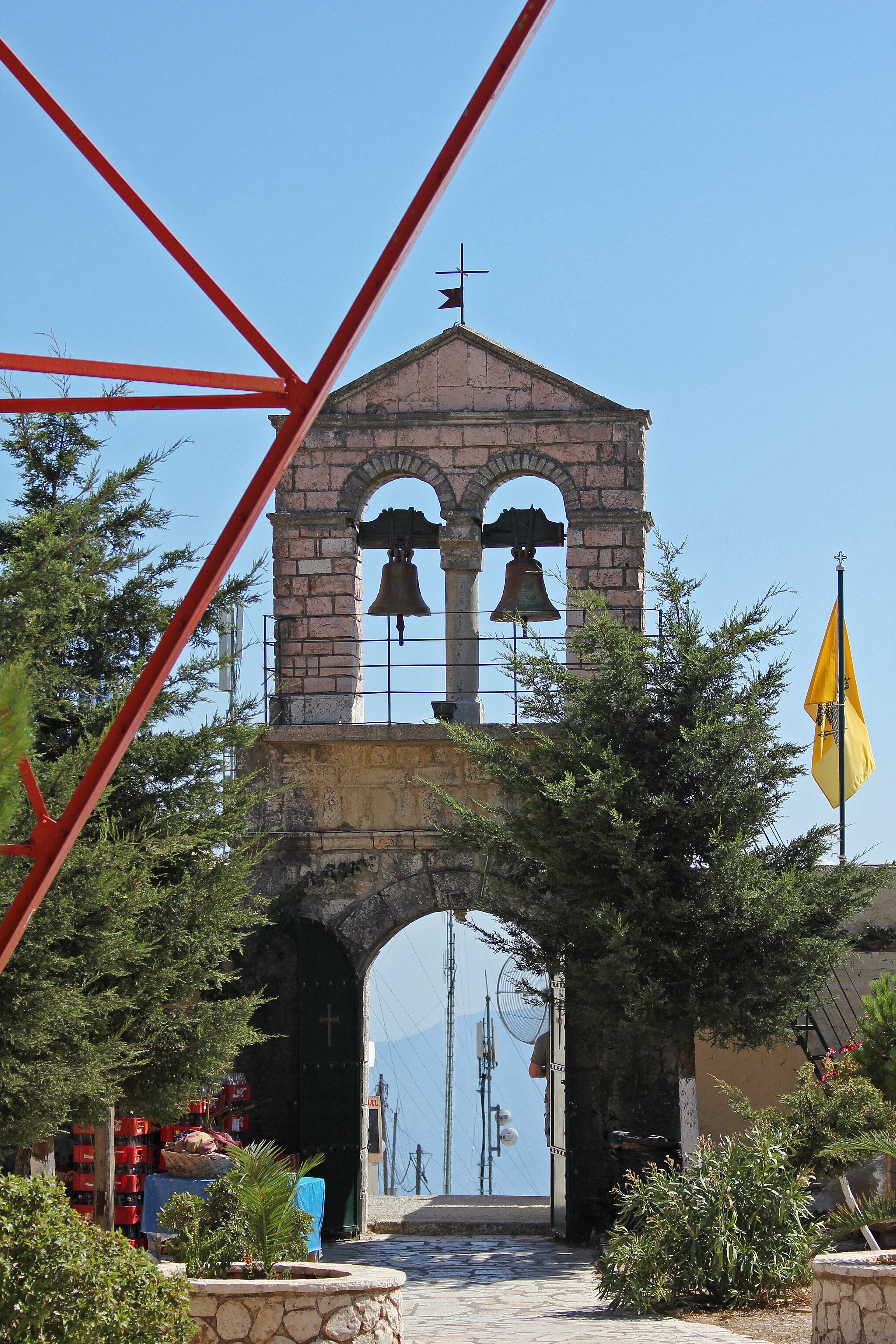
Tor des Klostergeländes auf dem Gipfel – Innenseite
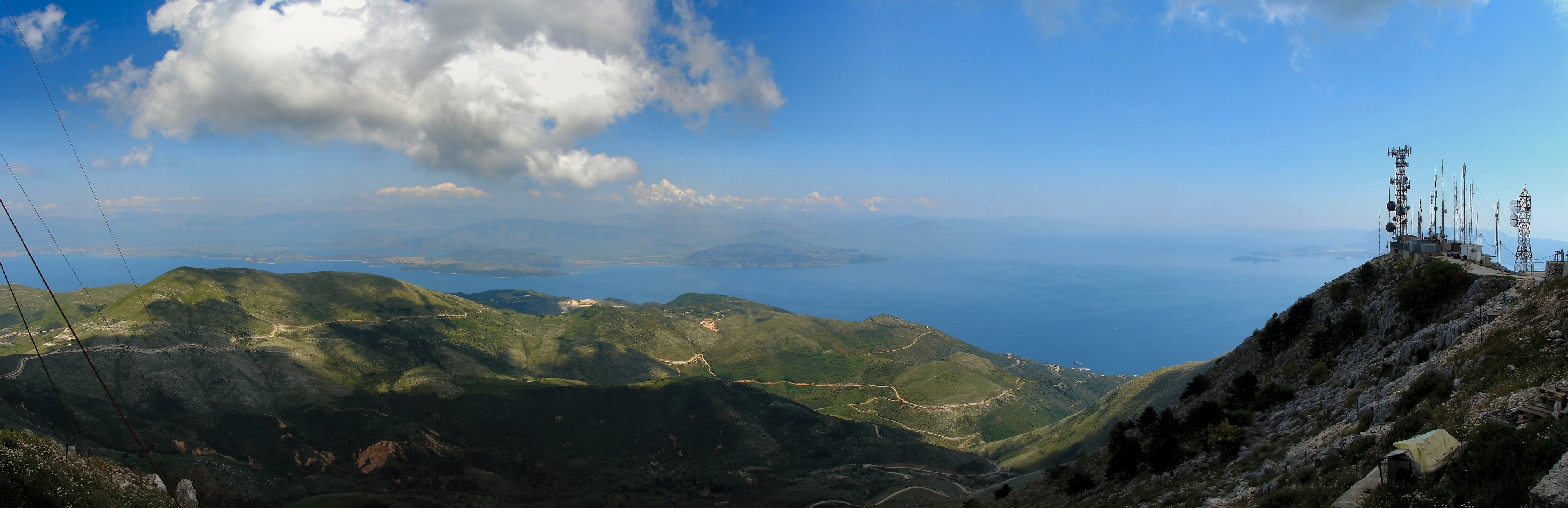
Gipfelpanorama nach Osten